# Armand Haagman
Abraham Coenraad (Armand) Haagman (Rotterdam, 17 mei 1884 – Auschwitz, 8 oktober 1942) was een Nederlands componist, pianist, regisseur, acteur en revueartiest.
Haagman was het oudste kind van de Joodse koopman Conrad Abraham Haagman en Esther Polak. Hij groeide op in Anderlecht en Brussel en studeerde aan het conservatorium in Luik. Na de wereld over te hebben gereisd, vestigde hij zich in Nederland. Tijdens de Eerste Wereldoorlog leerde hij Louisette kennen, die op dat moment een duo vormde met Christiaan van Esse. Haagman nam diens plaats in. Hij was de componist van hun liedjes en pianist-aangever en regisseerde de film waarmee hun voorstelling begon.
Haagman schreef diverse revues, die hij ook regisseerde, waaronder Hallo '34, met onder andere Louisette, Alex de Meester en Corry Vonk.
In 1942 werd Haagman, die met Louisette samenleefde zonder getrouwd te zijn, gedwongen te verhuizen naar de Amsterdamse Jodenbuurt. Via de Hollandsche Schouwburg en Kamp Westerbork werd hij naar Auschwitz gedeporteerd, waar hij op 58-jarige leeftijd werd vergast.
- Gemeinsame Normdatei: 1079380361
- International Standard Name Identifier: 0000 0004 5308 2871
- Nederlandse Thesaurus van Auteursnamen: 094869022
- Istituto Centrale per il Catalogo Unico: LO1V472417
- Virtual International Authority File: 280338964
- WorldCat: E39PBJwHgkJQRkkjP9gDtPcVmd